# Andrei Oțetea
Andrei Oțetea (n. 24 iulie 1894, Sibiel, județul Sibiu – d. 21 martie 1977, Paris) a fost un istoric român, membru titular (1955) al Academiei Române.

## Biografie
Andrei Oțetea s-a născut în 1894 în Mărginimea Sibiului, în satul Sibiel, aflat astăzi în județul Sibiu. 
A urmat studiile la Liceul Catolic din Sibiu (în prezent Colegiul Național „Gheorghe Lazăr” din Sibiu).
Profesor universitar la Iași și București, specialist în istoria Evului Mediu și a epocii moderne, membru al Academiei Române din 1955, a elaborat numeroase lucrări:
- Opera principală: Francesco Guicciardini - viața publică și gândirea politică (teza de doctorat - 1926);
- Contribuții la problema Orientului (1930);
- Renașterea și Reforma (1941);
- Tudor Vladimirescu (1945);
- Renașterea (1964).
- Istoria poporului român, Ed. științifică, 1970, ediția II- 1972 (lucrare tradusă în italiană, engleză, sârbo-croată etc.).

A fost redactor responsabil al volumelor II și III din Istoria României.

## Distincții
- Ordinul Muncii clasa a II-a (31 decembrie 1956) „cu prilejul împlinirii a 90 de ani de la înființarea Societății Academice Romîne, pentru merite deosebite in muncă”[4]
- Ordinul „23 August” clasa a IV-a (12 august 1959) „pentru activitate rodnică în dezvoltarea științei și culturii din Republica Populară Romînă”[5]
- titlul de Om de Știință Emerit al Republicii Populare Romîne (18 august 1964) „pentru merite deosebite în activitatea științifică”[6]
- Ordinul „Steaua Republicii Populare Romîne” clasa I (12 octombrie 1964) „pentru merite deosebite în domeniul științific și didactic”[7]
- Ordinul „Meritul Științific” clasa I (26 septembrie 1966) „pentru merite deosebite în activitatea științifică, cu prilejul Centenarului Academiei Republicii Socialiste România”[8]

## Fondul „Andrei Oțetea” din Sibiu
Cabinetul de documentare „Andrei Oțetea” a fost instituit la Biblioteca ASTRA din Sibiu. Din totalul de 6.024 de cărți, 4.405 sunt din domeniile istorie, istoriografie și științe sociale; 80% din acest fond de carte sunt exemplare cu dedicațiile autorilor către Andrei Oțetea (Dan Berindei, Lucian Blaga, Traian Bratu, Gh. I. Brătianu, Nicolae Cartojan, Paul Cernovodeanu, Șerban Cioculescu, Emil Condurachi, Vlad Georgescu, Constantin C. Giurescu, Keith Hitchins, Ioan Lupaș, Mihail Sadoveanu ș.a.). 
Există și alte exemplare valoroase:
- Propyläen Weltgeschichte - 10 volume;
- Documentele Hurmuzaki;
- Istoria Românilor a lui Nicolae Iorga etc.

Majoritatea volumelor din cabinetul de documentare „Andrei Oțetea” sunt tipărite în limbi străine (franceză, italiană, germană, engleză, maghiară etc.)
Pe lângă volumele de carte, donația Oțetea cuprinde și 644 periodice, 15 BRV-uri, 26 piese de cartografie și 232 de iconografie.
Fondul de carte este organizat într-un cabinet propriu de studiu care păstrează și mobilierul original din biroul academicianului Andrei Oțetea, având instrumente de informare proprii.
Fondul de carte este pus la dispoziția cercetătorilor, doctoranzilor, studenților și tuturor celor interesați de studiul istoriei.